# Цюлов
Цюлов (нім. Zülow) — громада в Німеччині, розташована в землі Мекленбург-Передня Померанія. Входить до складу району Людвігслуст-Пархім. Складова частина об'єднання громад Штралендорф.
Площа — 7,13 км2. Населення становить 146 ос. (станом на 31 грудня 2020).